# Tałdom
Tałdom (ros. Талдом) – miasto w Rosji, w obwodzie moskiewskim, 110 km na północ od Moskwy. Prawa miejskie od 1918 r., w latach 1918–1929 nosiło nazwę Leninsk.
W 2020 liczyło 12 596 mieszkańców.